# Cementerio Lincoln Memorial Park
El cementerio Lincoln Memorial Park es un cementerio histórico afroamericano en el barrio de Brownsville de Miami, Florida.

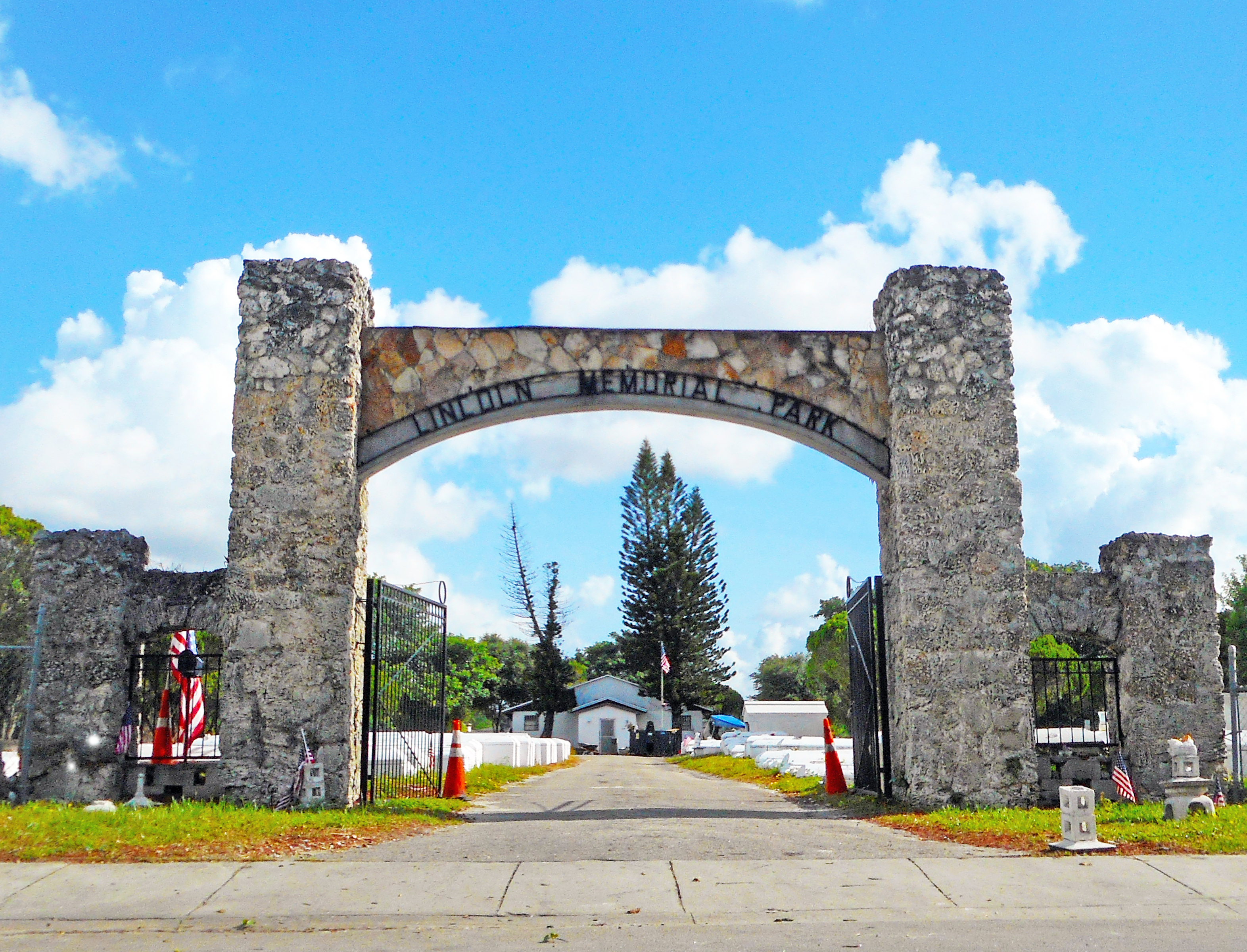

## Historia
El cementerio Lincoln Memorial Park fue utilizado por primera vez como campo santo en 1924 en un terreno de F.B. Miller (un agente anglo-sajón de bienes raíces). En 1937 Kelsey Pharr, quién era un director de funeral afroamericano, adquirió la propiedad. El señor Pharr era oriundo de Carolina del Sur había estudiado embalsamamiento en Boston y mudado a Miami a principios de la primera década de 1900. Después de su muerte en 1964, el cementerio pasó a manos de su ahijada Elyn Johson, y después de su muerte, a la sobrina de ésta, Jessica Williams.
Este cementerio es particular ya que se utilizan sarcófagos de cemento para entierros, algo que es muy popular en lugares en o debajo del nivel del mar o propensos a inundarse. Los cementerios Evergreen Memorial Park a unas cuadras de éste y el Charlotte Jane Memorial Park en Coconut Grove también utilizan este método de entierro.

## Entierros de afroamericanos notables
Algunos de los más reconocidos afroamericanos de la historia de Miami yacen enterrados en Lincoln Memorial Park:
- Kelsey Phar, primer dueño del cementerio; (falleció1964)
- H.E.S. Reeves, fundador del Tiempo de Miami, el condado  más viejo Negro-diario poseído; (falleció 1970)
- Gwen Cherry, la primera mujer afroamericana que sirvió como legisladora estatal de la Florida; (falleció 1979)[5]
- Dana A. Dorsey, el primer afroamericano millonario de Miami; (falleció 1940)
- Rev. John Culmer, rector de la histórica iglesia episcopal St. Agnes en Overtown; (falleció 1963)

## Galería

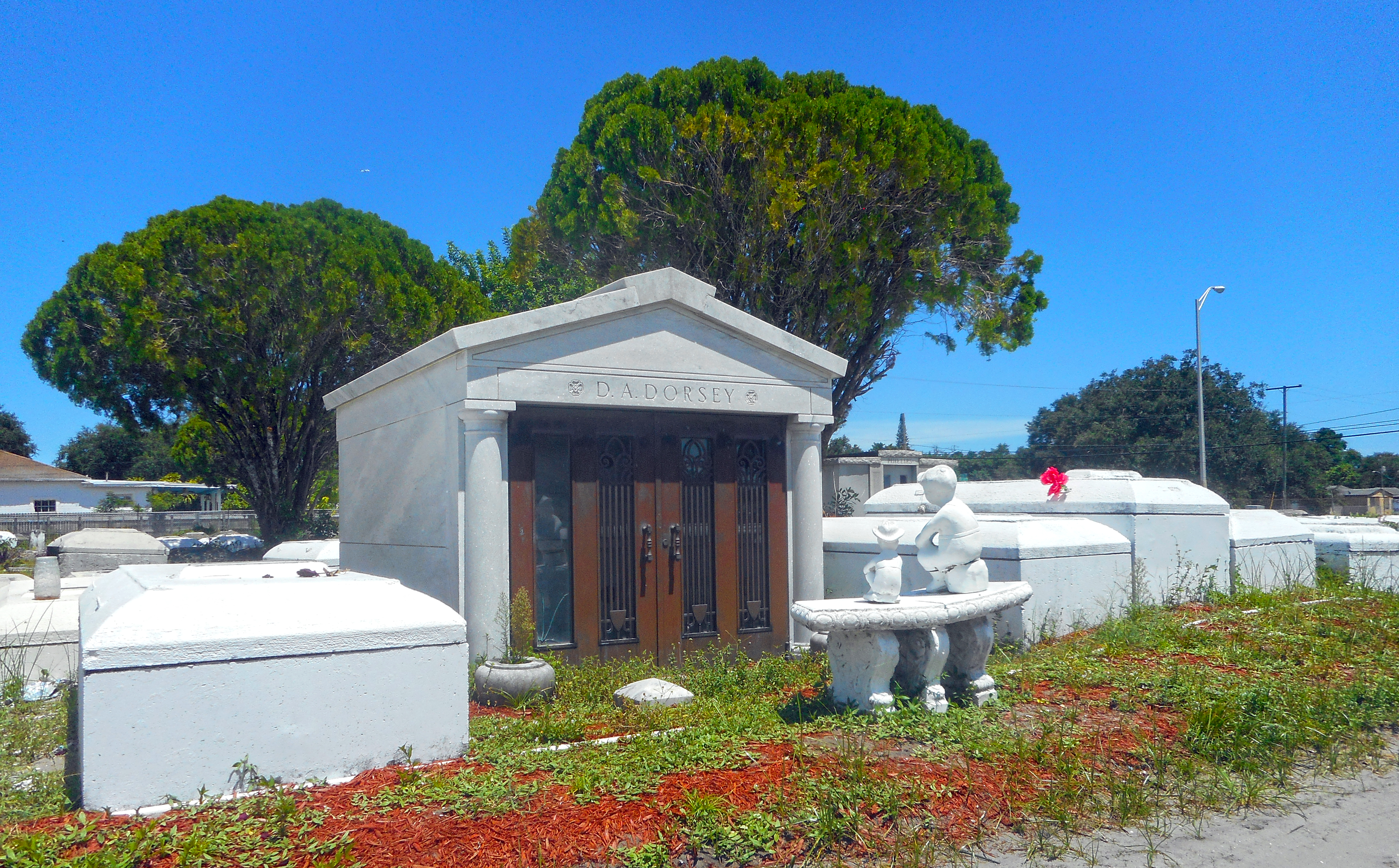
Mausoleo de Dana A. Dorsey
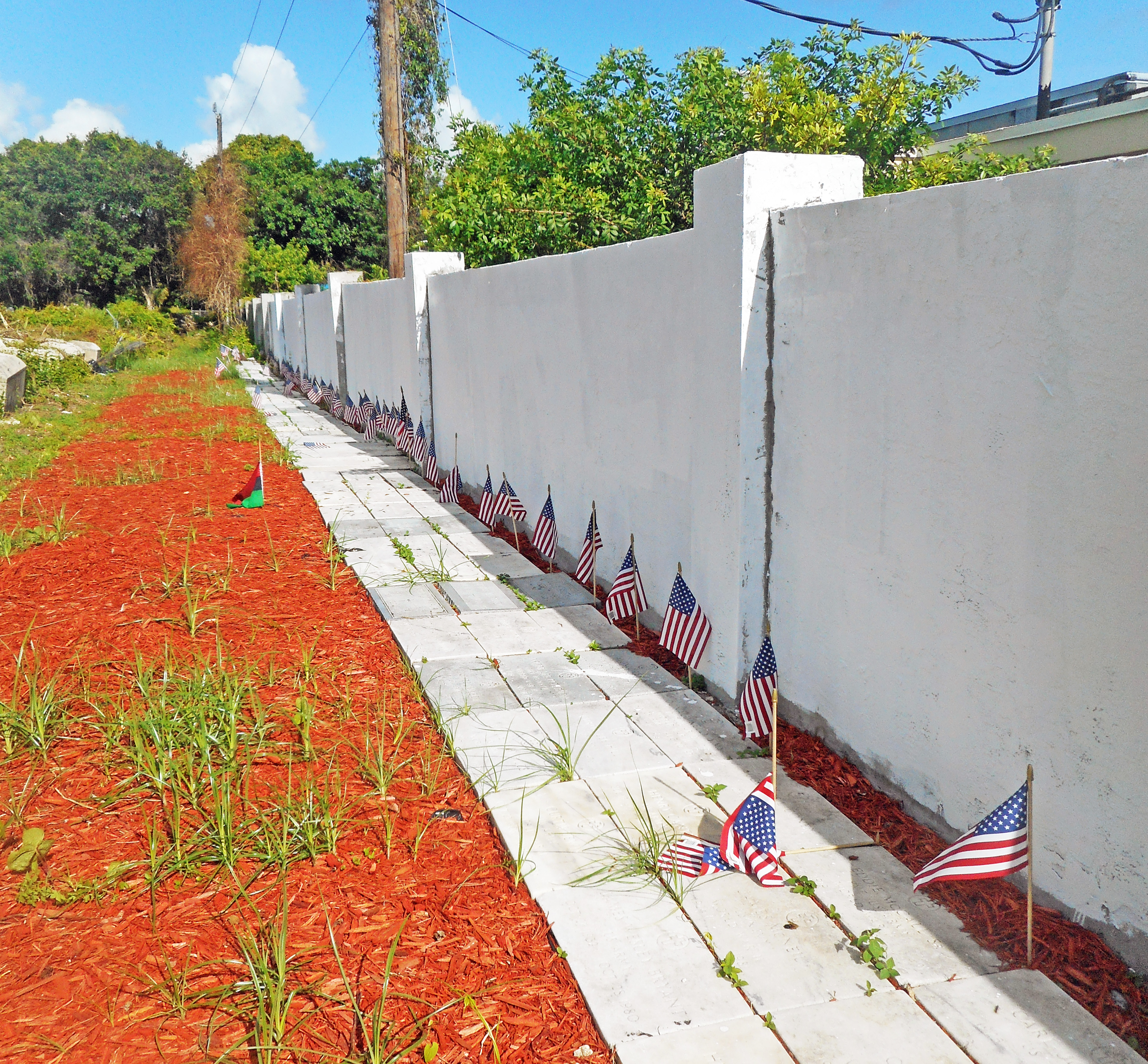
Tumbas de militares afroamericanos
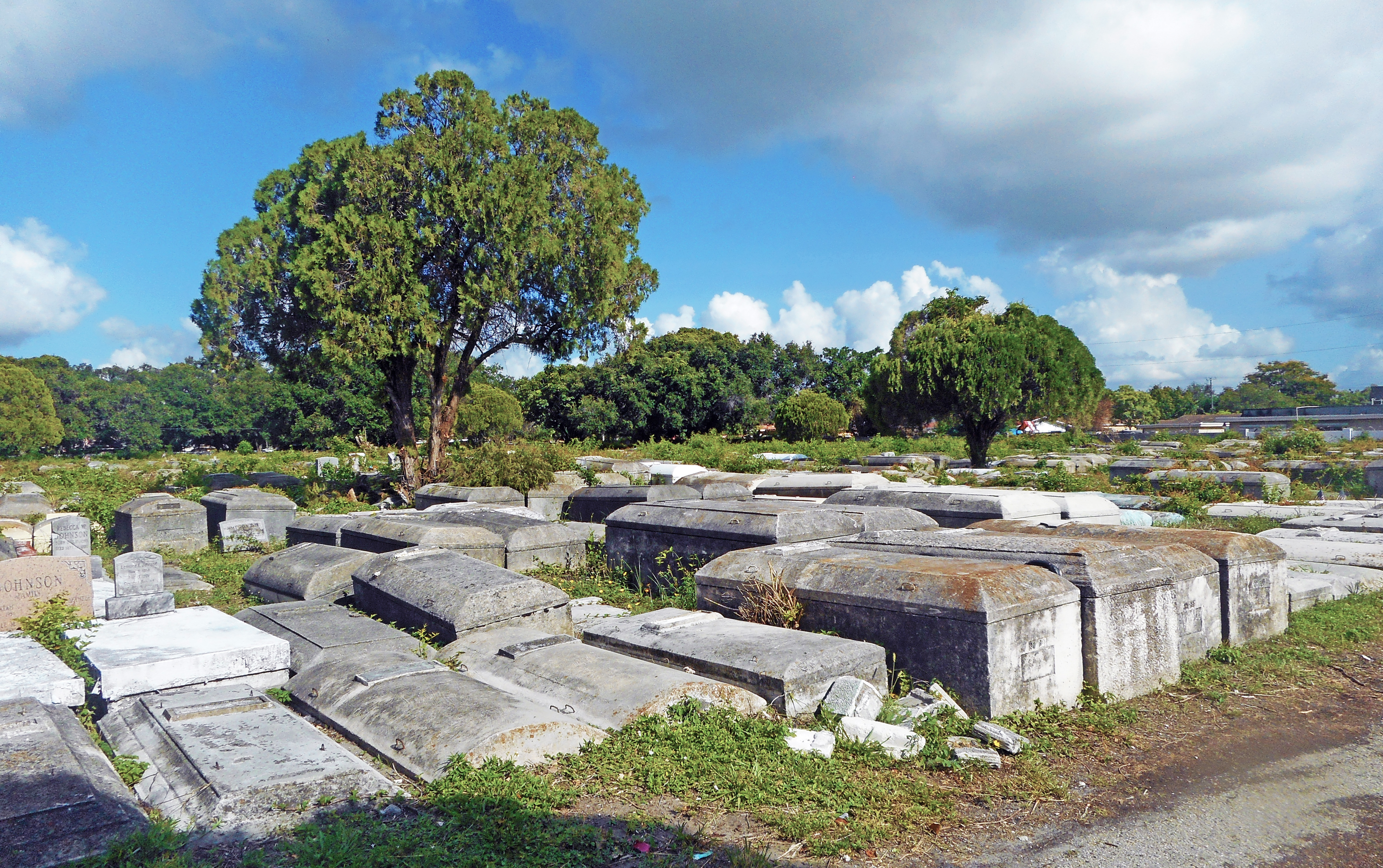
Vista general
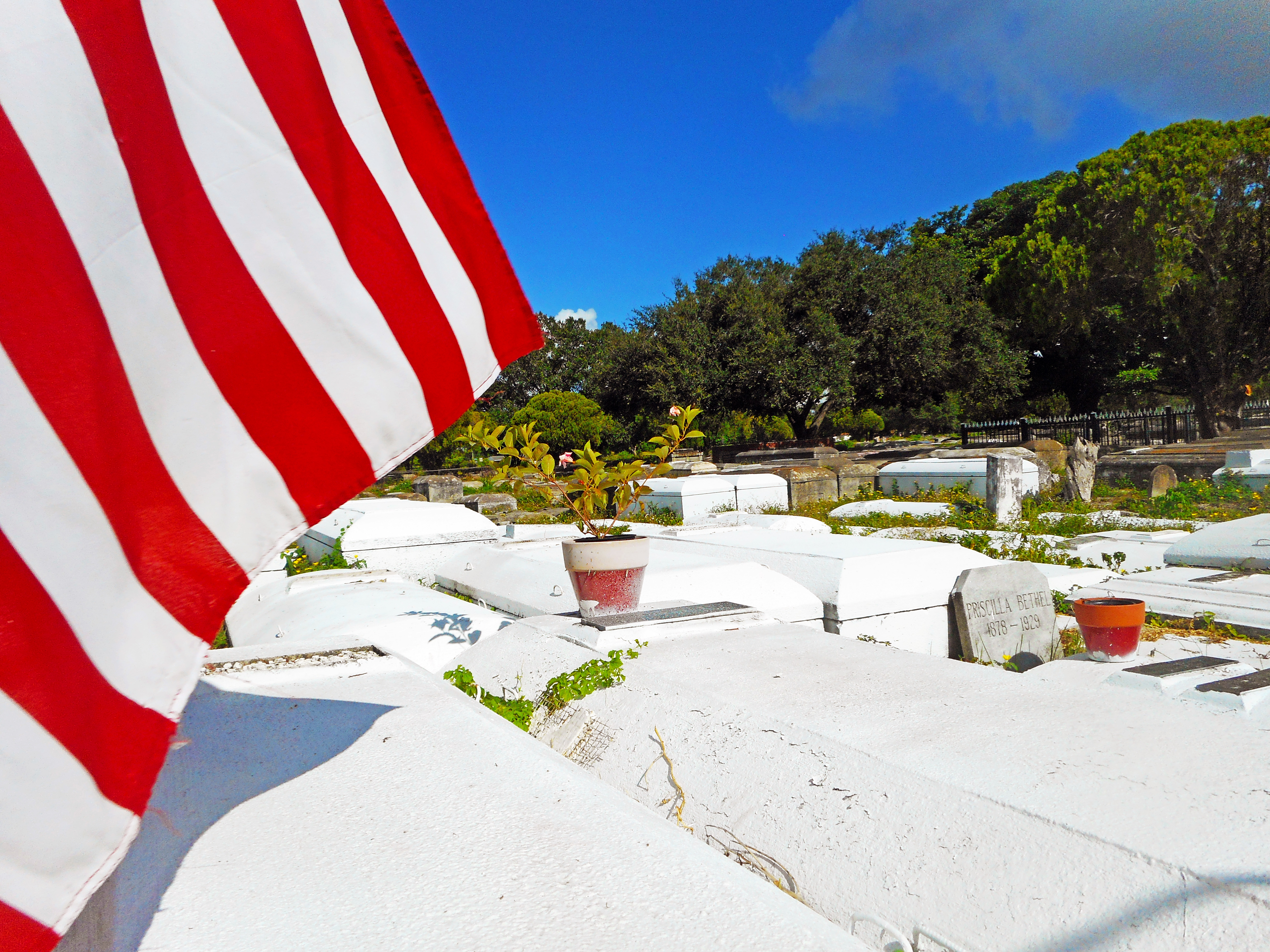
La bandera estadounidense y sarcófagos
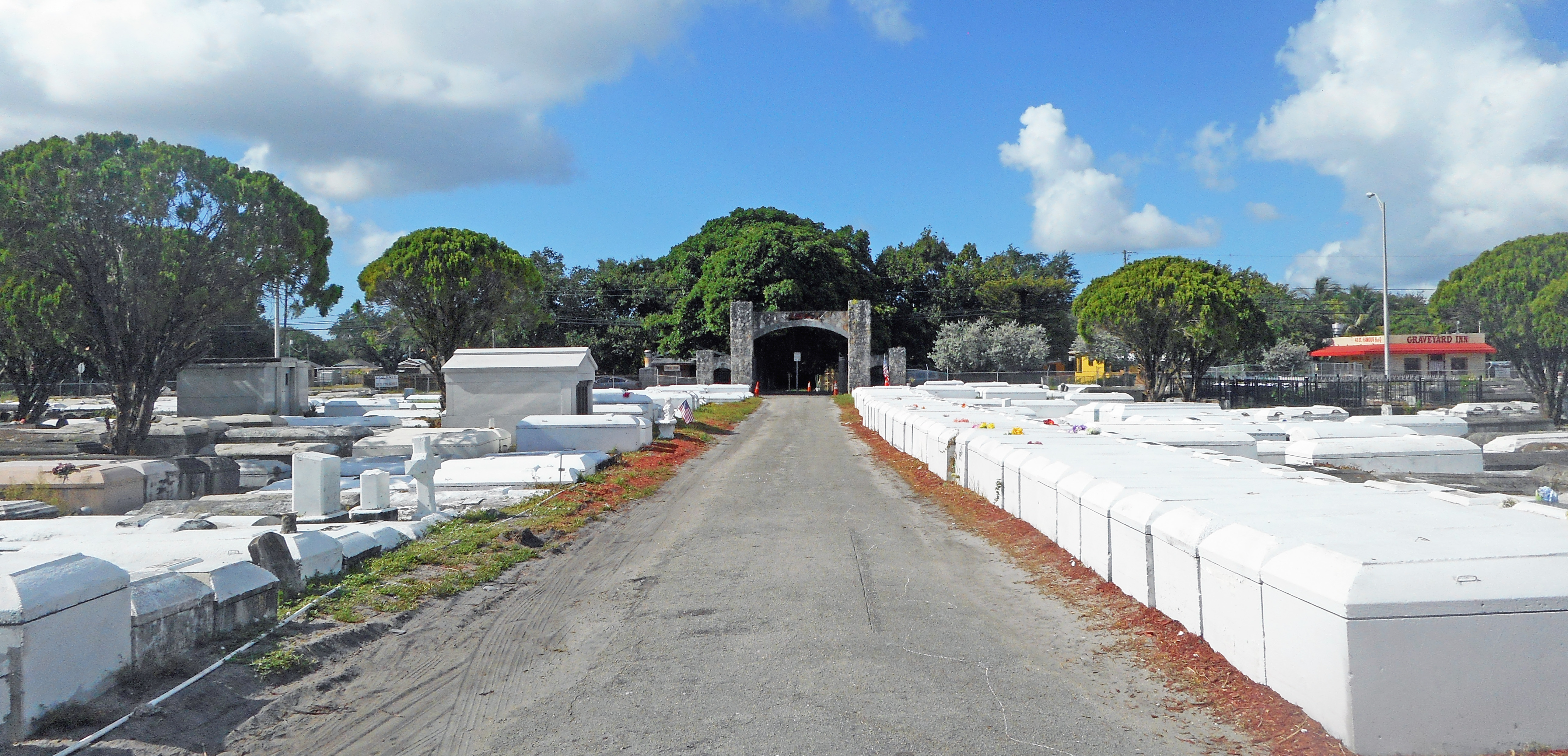
Puerta de entrada y camino principal
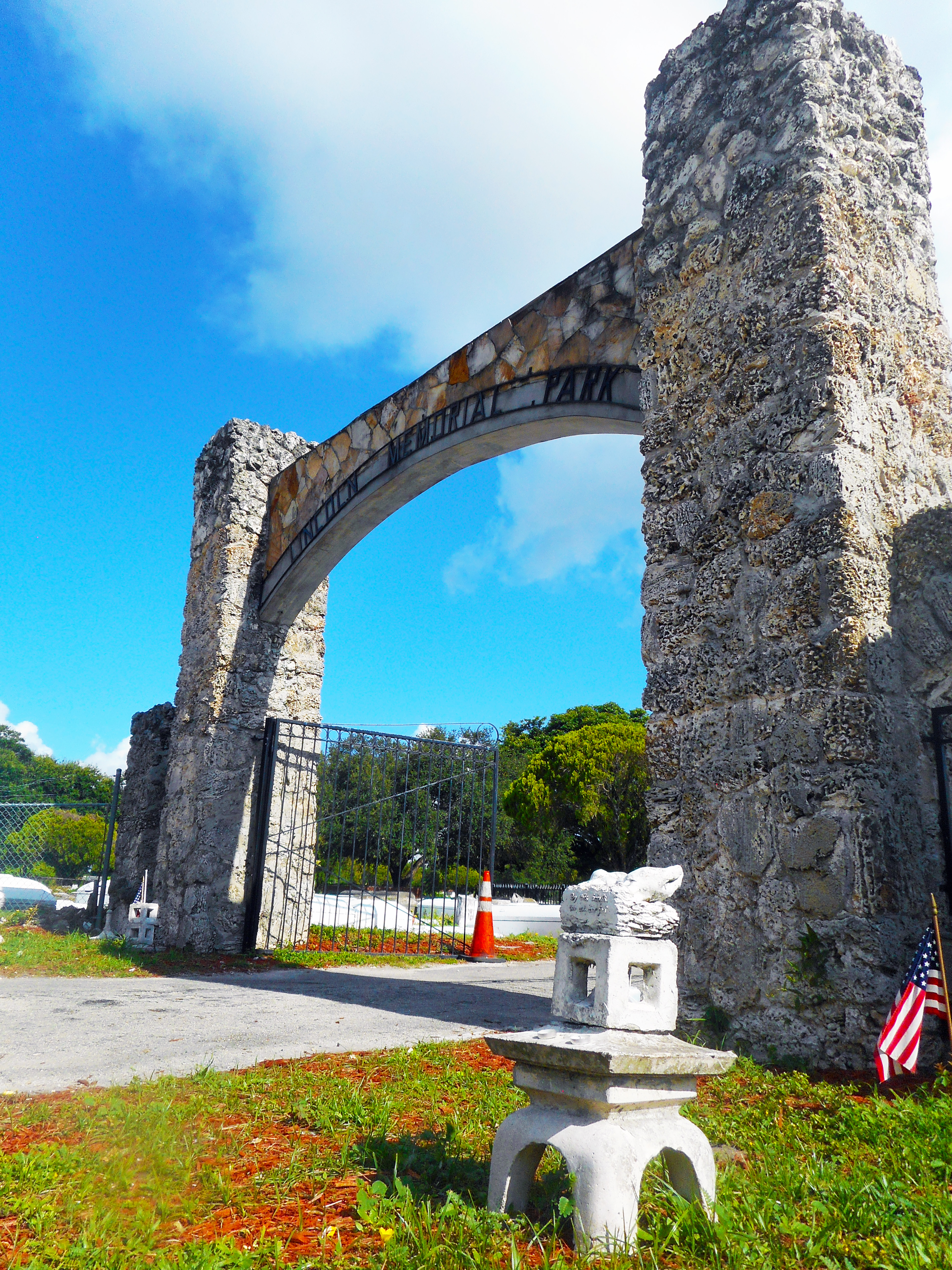
Entrada
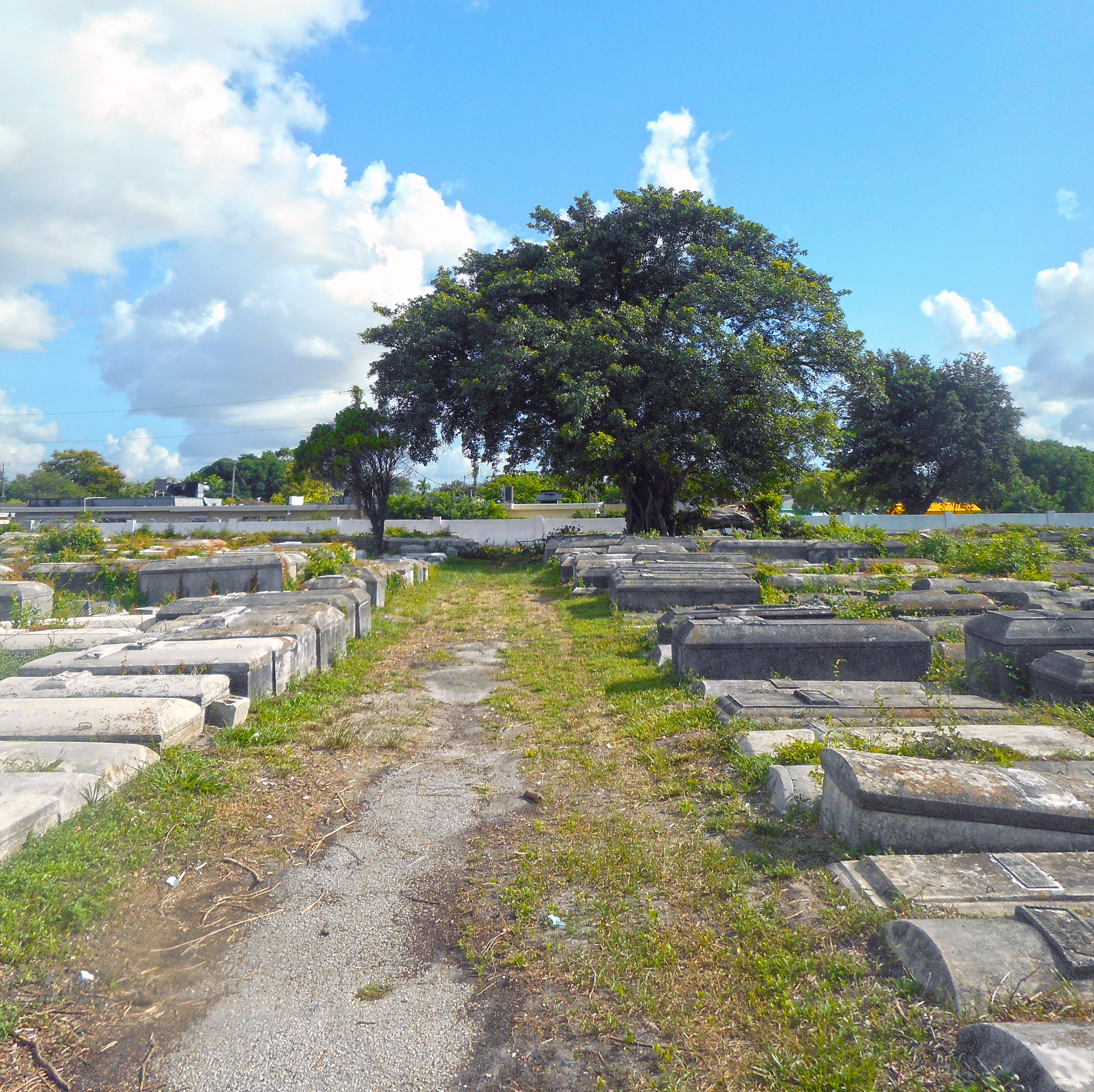
Pared (lado norte)
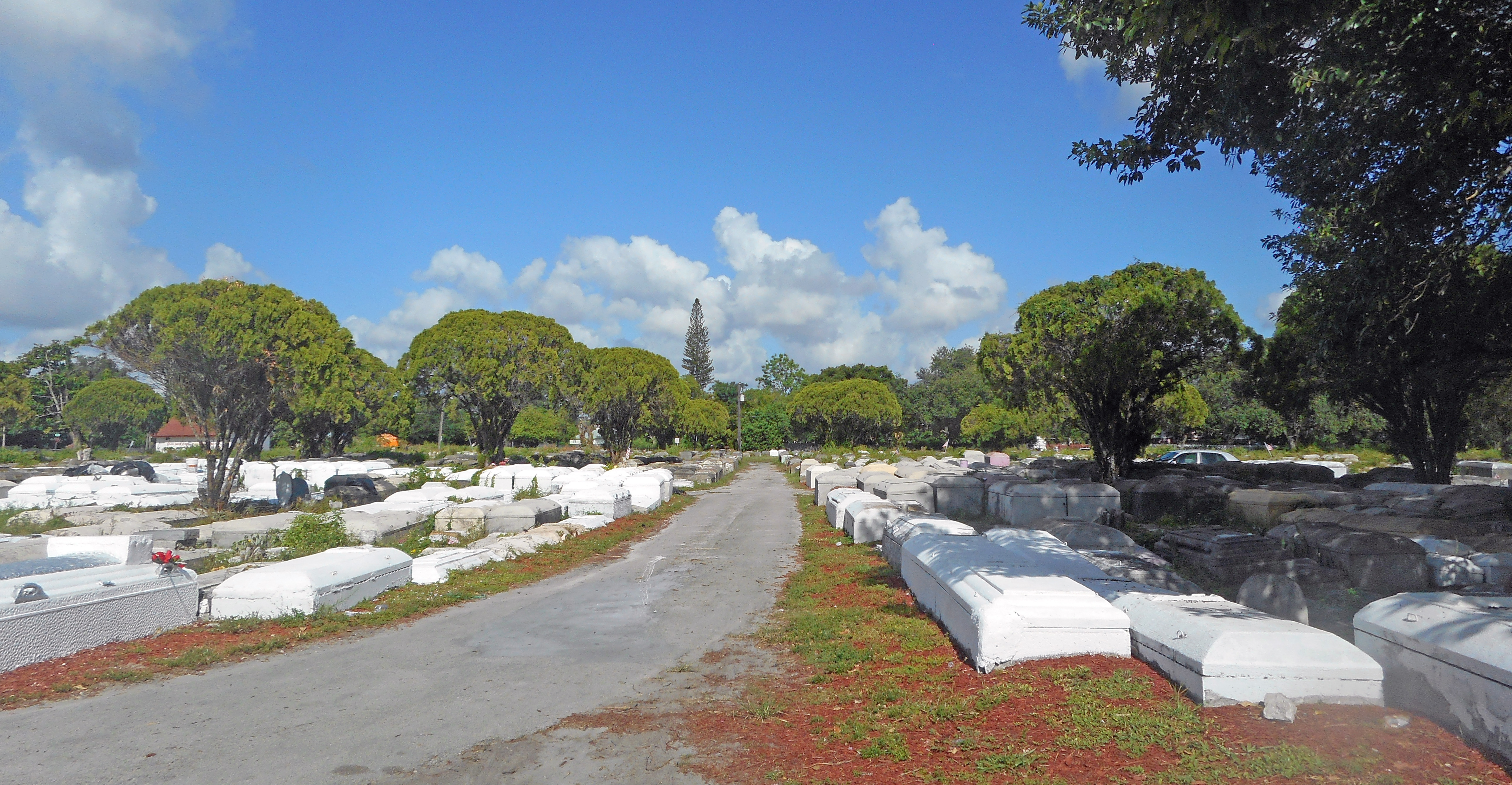
Vista del camino oeste
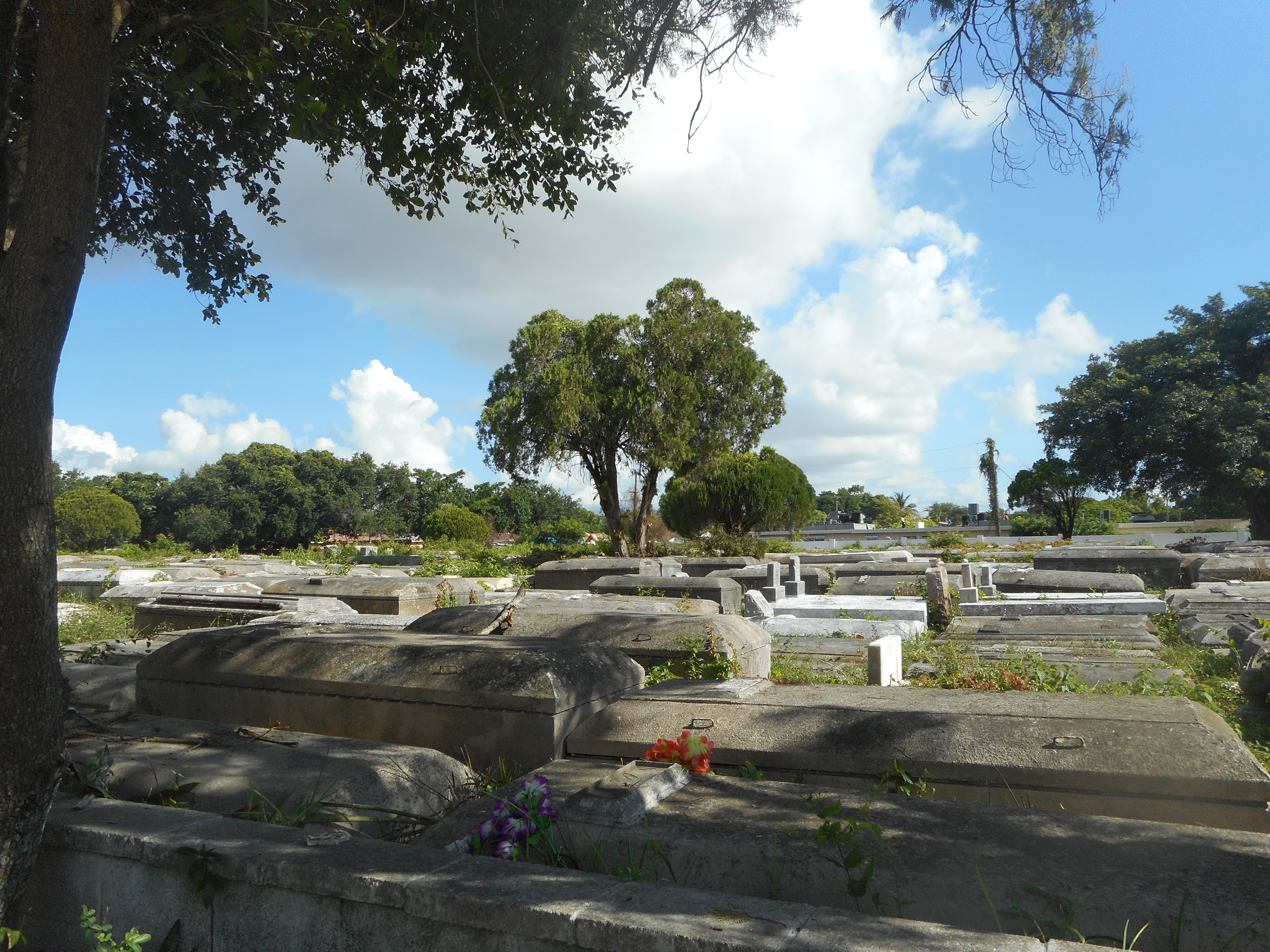
Arquetas
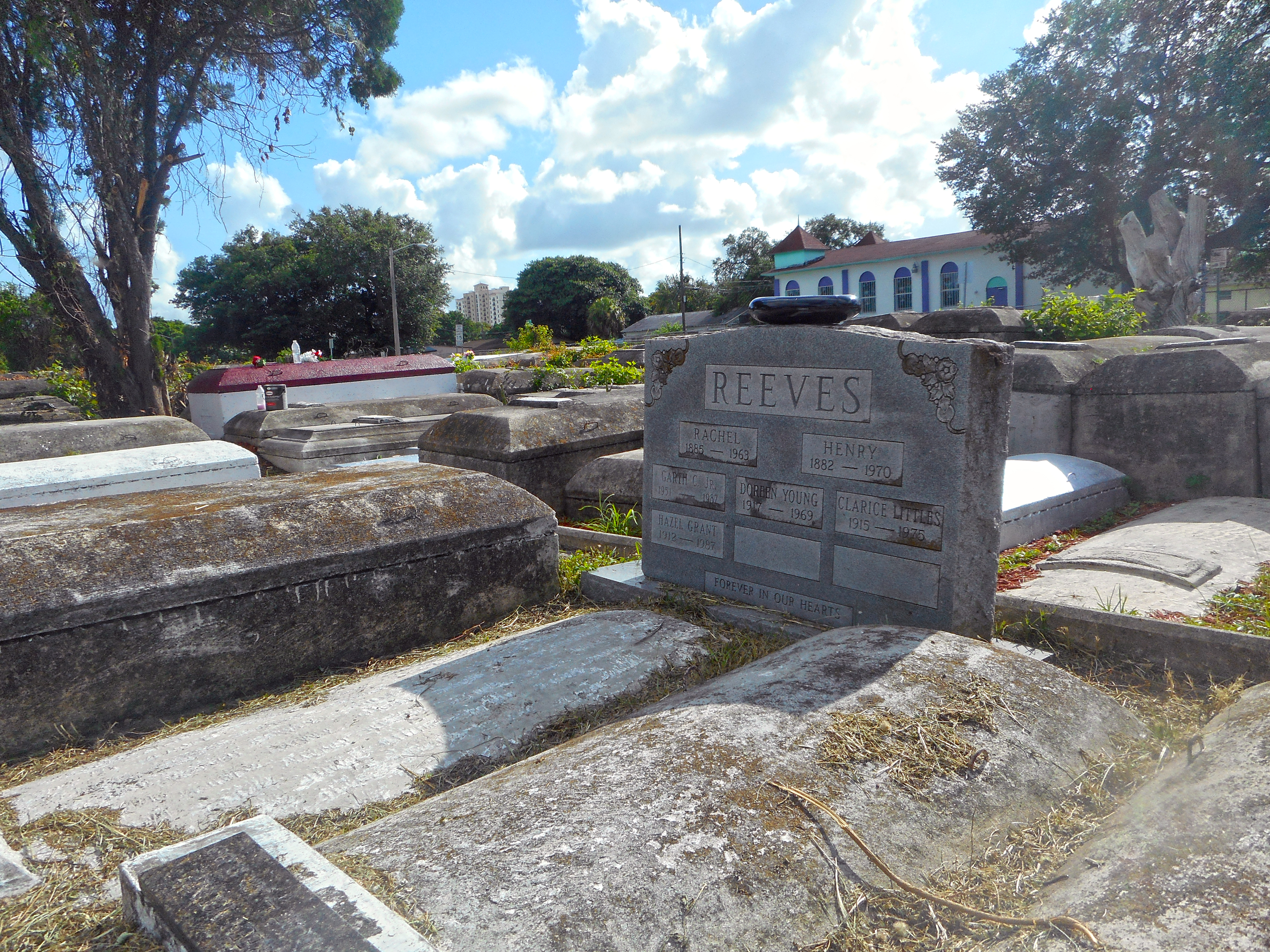
Tumba de la familia Reeves
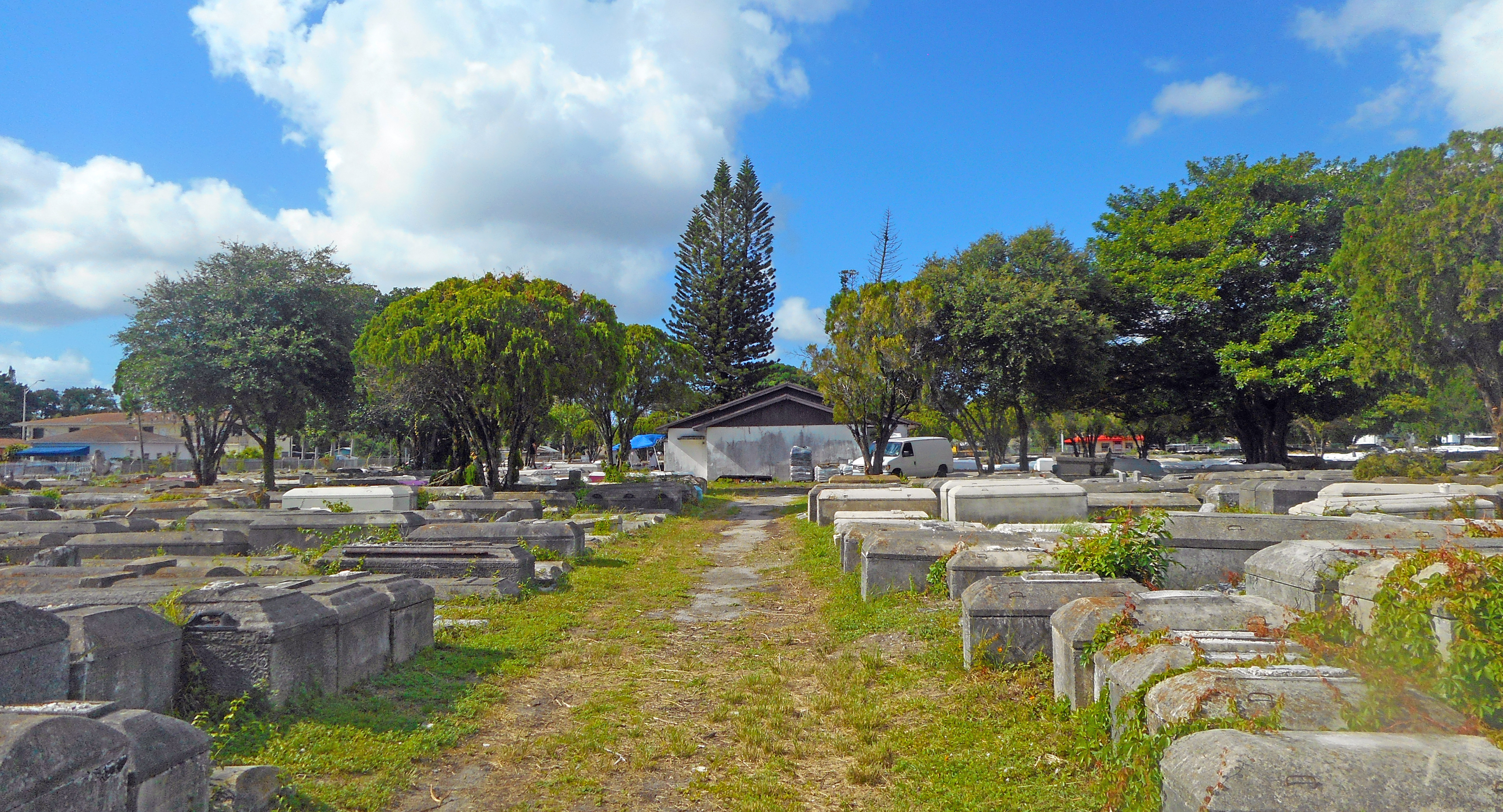
Vista de la capilla desde parte norte del cementerio
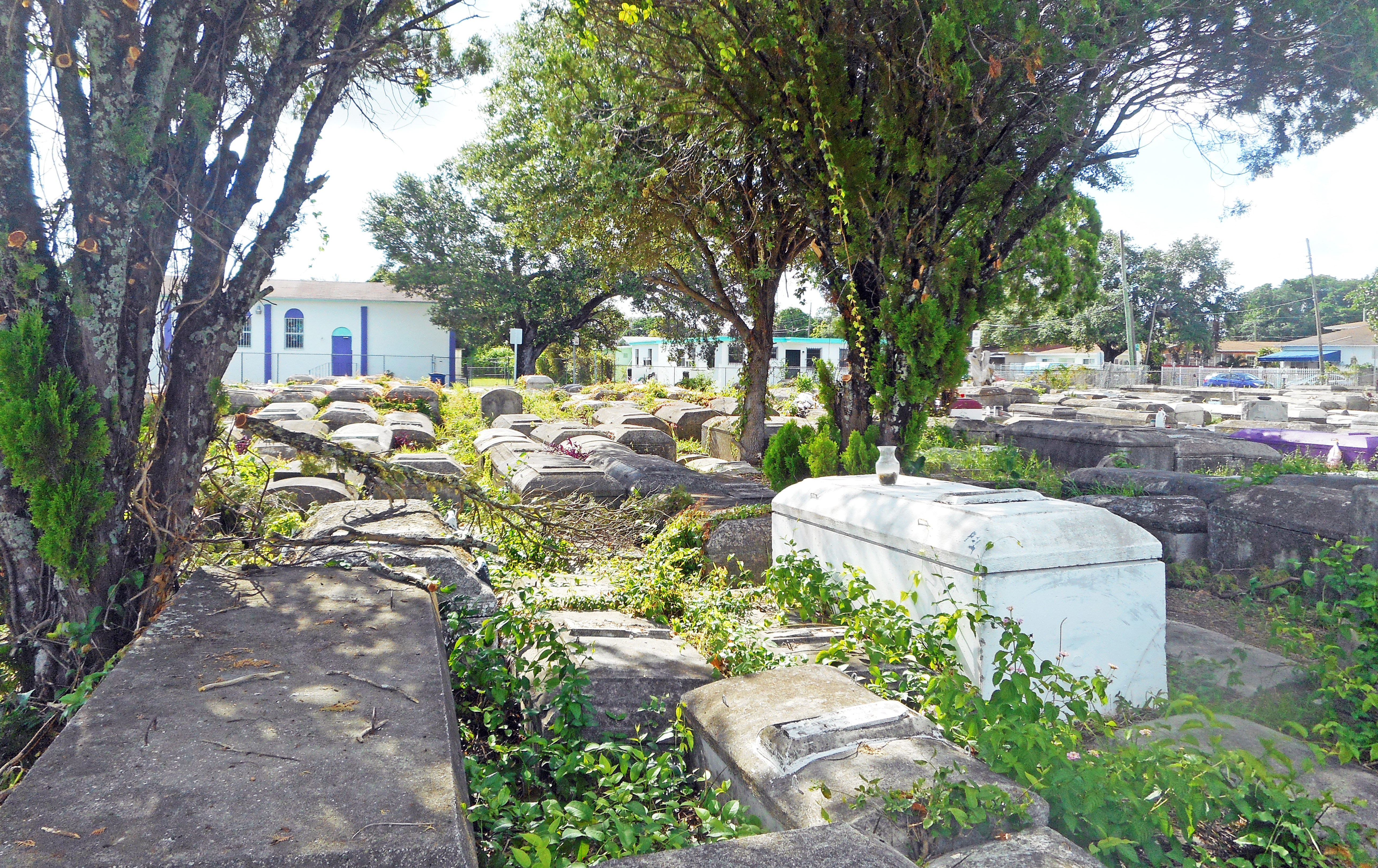
Vista de sarcófagos de concreto